# Salahudin Arware
Salahudin Arware (Thai: สาลาฮูดิน อาแว, * 1. November 1983 in Narathiwat) ist ein ehemaliger thailändischer Fußballspieler.

## Karriere

### Verein
Seine Karriere begann Salahudin beim Narathiwat FC im Jahr 2004. Der Verein spielte damals in der Thailand Provincial League. Nach zwei Jahren bei Narathiwat FC wechselte er in die Thai Premier League zum FC Bangkok Bank. Nachdem sein Vertrag im Jahr 2007 ausgelaufen war, nahm er ein Angebot seines jetzigen Vereins Muang Thong United an, der gerade in die Thailand Division 1 League aufstieg. Mit der Mannschaft gelang ihm in der Saison 2008 der Aufstieg in die Thai Premier League. 2010 wechselte er zum Ligakonkurrenten Buriram PEA.

### Nationalmannschaft
Für die Nationalmannschaft Thailands bestritt er bisher 6 Spiele in der Seniorenauswahl. Sein Debüt gab er 2008 beim T&T Cup in Vietnam. Bei den ASEAN-Fußballmeisterschaften stand er im Kader der Nationalelf.

## Erfolge

### Verein
Muangthong United
- 2008 – Thailand Division 1 League – Meister  ▲
- 2009 – Thai Premier League – Meister

### Nationalmannschaft
- 2008 – ASEAN Football Championship – 2. Platz
- 2008 – T&T Cup

## Erläuterungen/Einzelnachweise
1. ↑  mtufc.net: Kader von Muang Thong (Memento des Originals vom 16. August 2009 im Internet Archive)  Info: Der Archivlink wurde automatisch eingesetzt und noch nicht geprüft. Bitte prüfe Original- und Archivlink gemäß Anleitung und entferne dann diesen Hinweis.
2. ↑  tintuc.xalo.vn: Danh sách các đội bóng tham dự AFF Suzuki Cup